# Светлополянский сельсовет (Курганская область)
Светлополя́нский сельсове́т — упразднённые административно-территориальная единица и муниципальное образование со статусом сельского поселения в составе Кетовского района Курганской области России. 
Административный центр — посёлок Светлые Поляны.
15 марта 2022 года сельсовет был упразднён в связи с преобразованием муниципального района в муниципальный округ.

## История
В соответствии с Законом Курганской области от 6 июля 2004 года № 419 сельсовет наделён статусом сельского поселения.

## Население
| 2002 | 2010 | 2012 | 2013 | 2014 | 2015 | 2016 |
| ---- | ---- | ---- | ---- | ---- | ---- | ---- |
| 776  | ↗799 | ↗815 | ↗825 | ↘824 | ↗832 | ↘826 |
| 2017 | 2018 | 2019 | 2020 |      |      |      |
| ↘817 | ↗827 | ↘822 | ↘815 |      |      |      |

## Состав сельского поселения
| № | Населённый пункт | Тип населённого пункта          | Население |
| - | ---------------- | ------------------------------- | --------- |
| 1 | Марково          | станция                         | ↘36       |
| 2 | Светлые Поляны   | посёлок, административный центр | ↗697      |
| 3 | Снежная          | деревня                         | ↘66       |